# کلئوپاترا برومند
کلئوپاترا برومند (انگلیسی: Cleopatra Birrenbach؛ زادهٔ ۱۳ آوریل ۱۹۴۴) طراح مد اهل ایران است.

## اوایل زندگی
او متولد تهران و کوچکترین فرزند از شش فرزند والدینش است.پدرش خلیل برومند تاجر صنعت نفت در روسیه بود. او پس از انقلاب بلشویکی به ایران بازگشت و شروع به کار کرد. مادرش فرنگیس که فارغ التحصیل مدرسه آمریکایی در ایران بود، پس از تماشای کلودت کولبر نام ملکه مصر را برای او گذاشت و او در ۸ سالگی به مادرش اعلام کرد که قصد دارد طراح مد شود. کلئوپاترای جوان که می‌خواست کریستین دیور بعدی شود، در کلاس‌های طراحی و خیاطی ثبت‌نام کرد. 
پدرش که تمایلی به چیزهای آمریکایی داشت، کلئوپاترای ۱۵ ساله را فرستاد تا با برادر بزرگترش که قبلاً به ایندیاناپولیس، ایندیانا نقل مکان کرده بود، زندگی کند.